# 巴布科克 (喬治亞州)
巴布科克（英語：Babcock）是位於美國喬治亞州米勒縣的一個非建制地區。該地的面積和人口皆未知。

## 地理
巴布科克的座標為31°06′45″N 34°38′30″W / 31.11250°N 34.64167°W，而該地的平均海拔高度為42米（即138英尺）。